# Seleção Espanhola de Handebol Masculino
A seleção espanhola de handebol masculino é uma equipe europeia composta pelos melhores jogadores de handebol da Espanha. A equipe é mantida pela Real Federação Espanhola de Handebol (em castelhano:  Real Federación Española de Balonmano). Encontra-se na 7ª posição do ranking mundial da IHF.

## Títulos
- Campeonato Mundial (2): 2005 e 2013
- Campeonato Europeu (1): 2018

## Elenco atual

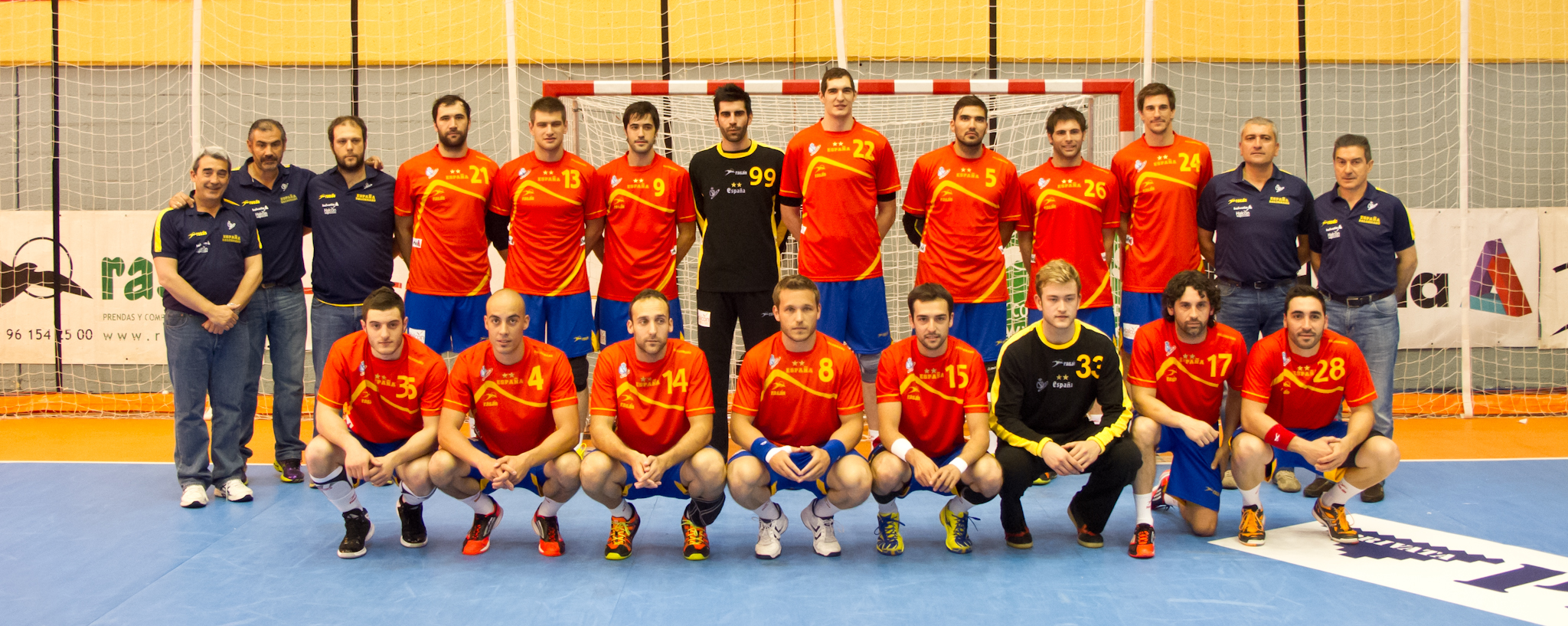
Seleção Espanhola de Handebol Masculino (2013)

Convocados para integrar a seleção espanhola de handebol masculino no torneio qualificatório para o Campeonato Europeu de 2014